# فاتو دجيبو
فاتو دجيبو (27 أبريل 1927-6 أبريل 2016) ناشطة نيجيرية في مجال حقوق المرأة، ونسوية، ومعلمة، ونقابية. كانت رئيسة اتحاد نساء النيجر وهي أيضًا أول امرأة من النيجر تقود سيارة.

## السيرة الذاتية
وُلدت فاديما حسن ديالو في 27 أبريل 1927، والدها هو الزعيم جاجورو، وهو حاكم تقليدي عينته الإدارة الاستعمارية الفرنسية كزعيم لمنطقة تيرا حيث ولدت. في خطوة غير عادية في ذلك الوقت، أرسل ابنته (عندما كانت في السابعة من عمرها) إلى المدرسة الابتدائية التي افتتحت حديثًا في تيرا، ونتيجة لذلك كانت واحدة من أوائل الفتيات النيجيريات اللائي ارتدن المدرسة.
واصلت تعليمها في المدرسة الابتدائية العليا في العاصمة نيامي وأخيراً في معهد تدريب المعلمين في السنغال. تخرجت بامتياز عام 1946. وفي نفس العام تزوجت من المعلم دجيبو يعقوبة وأنجبت منه ثمانية أطفال.
من عام 1946 إلى عام 1966عملت جيبو كمعلمة في مدرسة ابتدائية، وفي عام 1954 كانت أول امرأة تقود سيارة في النيجر.
أسست دجيبو المنظمة النسائية اتحاد نساء النيجر في 7 مارس 1959، والتي ترأستها لسنوات عديدة. في عام 1962 قادت وفداً من النقابة إلى القاهرة.

### نشاطات فاتو دجيبو
- خلال الجمهورية الأولى (1960-1974) كانت ظاهرة تبعاً للجمهور لمواجهة والدفاع عن مشاغل النساء في النيجر. وجادلت بأن تنمية أي بلد لا يمكن أن تكتمل بدون تحرير المرأة وأن تحقير المرأة وإهانتها يجب أن يتوقف عن طريق القوانين المناسبة. في الوقت نفسه، رأت أن المهمة الأساسية للمرأة النيجيرية هي المعلمة لمواطني المستقبل.[4]
- في عام 1969، تبعت دجيبو زوجها إلى بروكسل عندما تم تعيينه سفيراً. بعد وفاته عام 1968 عادت إلى النيجر، حيث أصبحت أمينة صندوق مدرسة ليسيه كاساي في نيامي. في عام 1971، كانت أيضًا نائبة أمين صندوق اتحاد النقابات العمالية في النيجر. في عام 1978، شكرت الاتحاد السوفيتي رسميًا فاتو دجيبو على منحه الأدوية والأدوات الطبية إلى الصليب الأحمر النيجيري. في عام 1979 حضرت ورشة عمل دولية حول المرأة والقيادة.

تقاعدت دجيبو في عام 1983 واستمرت في التطوع للنقابات العمالية والصليب الأحمر والمنظمات الأخرى.

## وفاتها
توفيت في نيامي في 6 أبريل 2016.